# 달리다
달리다(이탈리아어·프랑스어: Dalida, 1933년 1월 17일~1987년 5월 3일)는 이집트 태생의 이탈리아와 프랑스에서 활동한 프랑스의 가수, 배우이다. 1954 미스 이집트 우승자이다. 10개 이상 언어(아랍어, 이탈리아어, 그리스어, 독일어, 프랑스어, 영어, 일본어, 히브리어)로 음반 발매와 공연을 했다.
"Oscar mondial du succès du disque" 2회 수상자이며, 이 상을 1회 이상 수상한 유일한 유럽 출신 가수이다. 1956년에 데뷔해 1986년에 마지막 앨범을 발매했으며, 활동 30여년 동안 전세계 통산 앨범 17억 장 이상을 판매했다. 플래티넘, 다이아몬드 판매 인증을 받은 최초의 가수이다. 자살로 인해 비운의 디바라는 이미지도 덧붙여졌다.

## 같이 보기
- 프랑스의 문화